# Lijst van afleveringen van The Closer
Dit is een lijst met afleveringen van de Amerikaanse televisieserie The Closer. De serie telt 7 seizoenen. Een overzicht van alle afleveringen is hieronder te vinden.

## Seizoen 1
| Nr. | Titel aflevering        | Uitzenddatum VS  |
| --- | ----------------------- | ---------------- |
| 1   | Pilot                   | 13 juni 2005     |
| 2   | About Face              | 20 juni 2005     |
| 3   | The Big Picture         | 27 juni 2005     |
| 4   | Show Yourself           | 4 juli 2005      |
| 5   | Flashpoint              | 11 juli 2005     |
| 6   | Fantasy Date            | 18 juli 2005     |
| 7   | You Are Here            | 25 juli 2005     |
| 8   | Batter Up               | 1 augustus 2005  |
| 9   | Good Housekeeping       | 8 augustus 2005  |
| 10  | The Butler Did It       | 15 augustus 2005 |
| 11  | L.A. Woman              | 22 augustus 2005 |
| 12  | Fatal Retraction        | 29 augustus 2005 |
| 13  | Standards and Practices | 5 september 2005 |

## Seizoen 2
| Nr. | Titel aflevering         | Uitzenddatum VS  |
| --- | ------------------------ | ---------------- |
| 1   | Blue Blood               | 12 juni 2006     |
| 2   | Mom Duty                 | 19 juni 2006     |
| 3   | Slippin'                 | 26 juni 2006     |
| 4   | Aftertaste               | 3 juli 2006      |
| 5   | To Protect & to Serve    | 10 juli 2006     |
| 6   | Out of Focus             | 17 juli 2006     |
| 7   | Head Over Heels          | 24 juli 2006     |
| 8   | Critical Missing         | 31 juli 2006     |
| 9   | Heroic Measures          | 7 augustus 2006  |
| 10  | The Other Woman          | 14 augustus 2006 |
| 11  | Borderline               | 21 augustus 2006 |
| 12  | No Good Deed             | 28 augustus 2006 |
| 13  | Overkill                 | 4 september 2006 |
| 14  | Serving the King: Part 1 | 4 december 2006  |
| 15  | Serving the King: Part 2 | 4 december 2006  |

## Seizoen 3
| Nr. | Titel aflevering                | Uitzenddatum VS   |
| --- | ------------------------------- | ----------------- |
| 1   | Home Wrecker                    | 18 juni 2007      |
| 2   | Grave Doubts                    | 25 juni 2007      |
| 3   | Saving Face                     | 2 juli 2007       |
| 4   | Ruby                            | 9 juli 2007       |
| 5   | The Round File                  | 16 juli 2007      |
| 6   | Dumb Luck                       | 23 juli 2007      |
| 7   | Four to Eight                   | 30 juli 2007      |
| 8   | Manhunt                         | 6 augustus 2007   |
| 9   | Blindsided                      | 13 augustus 2007  |
| 10  | Culture Shock                   | 20 augustus 2007  |
| 11  | Lover's Leap                    | 27 augustus 2007  |
| 12  | 'Til Death Do Us Part (Part I)  | 3 september 2007  |
| 13  | 'Til Death Do Us Part (Part II) | 10 september 2007 |
| 14  | Next of Kin (Part I)            | 4 december 2007   |
| 15  | Next of Kin (Part II)           | 4 december 2007   |

## Seizoen 4
| Nr. | Titel aflevering    | Uitzenddatum VS   |
| --- | ------------------- | ----------------- |
| 1   | Controlled Burn     | 14 juli 2008      |
| 2   | Speed Bumps         | 21 juli 2008      |
| 3   | Live Wire           | 28 juli 2008      |
| 4   | Cherry Bomb         | 4 augustus 2008   |
| 5   | Dial M For Provenza | 11 augustus 2008  |
| 6   | Problem Child       | 18 augustus 2008  |
| 7   | Sudden Death        | 25 augustus 2008  |
| 8   | Split Ends          | 1 september 2008  |
| 9   | Tijuana Brass       | 8 september 2008  |
| 10  | Time Bomb           | 15 september 2008 |
| 11  | Good Faith          | 26 januari 2009   |
| 12  | Junk in the Trunk   | 2 februari 2009   |
| 13  | Power of Attorney   | 9 februari 2009   |
| 14  | Fate Line           | 16 februari 2009  |
| 15  | Double Blind        | 23 februari 2009  |

## Seizoen 5
| Nr. | Titel aflevering       | Uitzenddatum VS  |
| --- | ---------------------- | ---------------- |
| 1   | Products of Discovery  | 8 juni 2009      |
| 2   | Blood Money            | 15 juni 2009     |
| 3   | Red Tape               | 22 juni 2009     |
| 4   | Walking Back the Cat   | 29 juni 2009     |
| 5   | Half Load              | 6 juli 2009      |
| 6   | Tapped Out             | 13 juli 2009     |
| 7   | Strike Three           | 20 juli 2009     |
| 8   | Elysian Fields         | 27 juli 2009     |
| 9   | Identity Theft         | 3 augustus 2009  |
| 10  | Smells Like Murder     | 10 augustus 2009 |
| 11  | Maternal Instincts     | 17 augustus 2009 |
| 12  | Waivers of Extradition | 24 augustus 2009 |
| 13  | The Life               | 7 december 2009  |
| 14  | Make Over              | 14 december 2009 |
| 15  | Dead Man's Hand        | 21 december 2009 |

## Seizoen 6
| Nr. | Titel aflevering      | Uitzenddatum VS   |
| --- | --------------------- | ----------------- |
| 1   | 12 juli 2010          |                   |
| 2   | 19 juli 2010          |                   |
| 3   | In Custody            | 26 juli 2010      |
| 4   | Layover               | 2 juli 2010       |
| 5   | Heart Attack          | 9 juli 2010       |
| 6   | Off the Hook          | 16 augustus 2010  |
| 7   | Jump the Gun          | 23 augustus 2010  |
| 8   | War Zone              | 30 augustus 2010  |
| 9   | Last Woman Standing   | 6 september 2010  |
| 10  | Executive Order       | 13 september 2010 |
| 11  | Old Money             | 6 augustus 2010   |
| 12  | High Crimes           | 13 december 2010  |
| 13  | Living Proof (Part 1) | 20 december 2010  |
| 14  | Living Proof (Part 2) | 27 december 2010  |
| 15  | An Ugly Game          | 3 januari 2011    |

## Seizoen 7
| Nr. | Titel aflevering                   | Uitzenddatum VS   |
| --- | ---------------------------------- | ----------------- |
| 1   | Unknown Trouble                    | 11 juli 2011      |
| 2   | Repeat Offender                    | 18 juli 2011      |
| 3   | To Serve With Love                 | 25 juli 2011      |
| 4   | Under Control                      | 1 augustus 2011   |
| 5   | Forgive Us Our Trespasses          | 8 augustus 2011   |
| 6   | Home Improvement                   | 15 augustus 2011  |
| 7   | A Family Affair                    | 22 augustus 2011  |
| 8   | Death Warrant                      | 29 augustus 2011  |
| 9   | Star Turn                          | 5 september 2011  |
| 10  | Fresh Pursuit                      | 12 september 2011 |
| 11  | Necessary Evil                     | 28 november 2011  |
| 12  | You Have the Right to Remain Jolly | 5 december 2011   |
| 13  | Relative Matters                   | 12 december 2011  |
| 14  | Road Block                         | 19 december 2011  |
| 15  | Silent Partner                     | 26 december 2011  |
| 16  | Hostile Witness                    | 9 juli 2012       |
| 17  | Fool's Gold                        | 6 juli 2012       |
| 18  | Drug Fiend                         | 23 juli 2012      |
| 19  | Last Rites                         | 30 juli 2012      |
| 20  | Armed Response                     | 6 augustus 2012   |
| 21  | The Last Word                      | 13 augustus 2012  |